# Dorfkirche Wutike

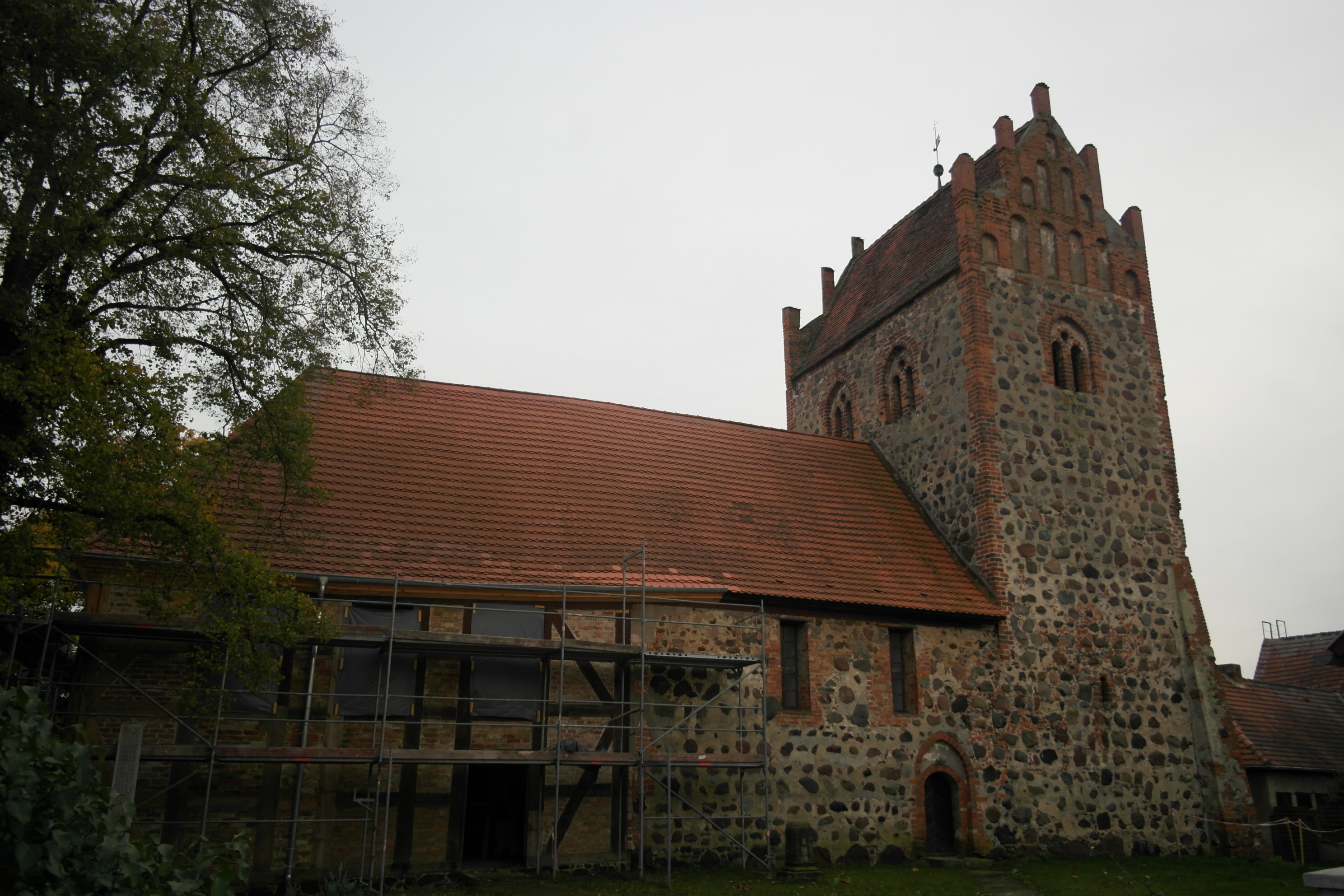
Nordseite 2013

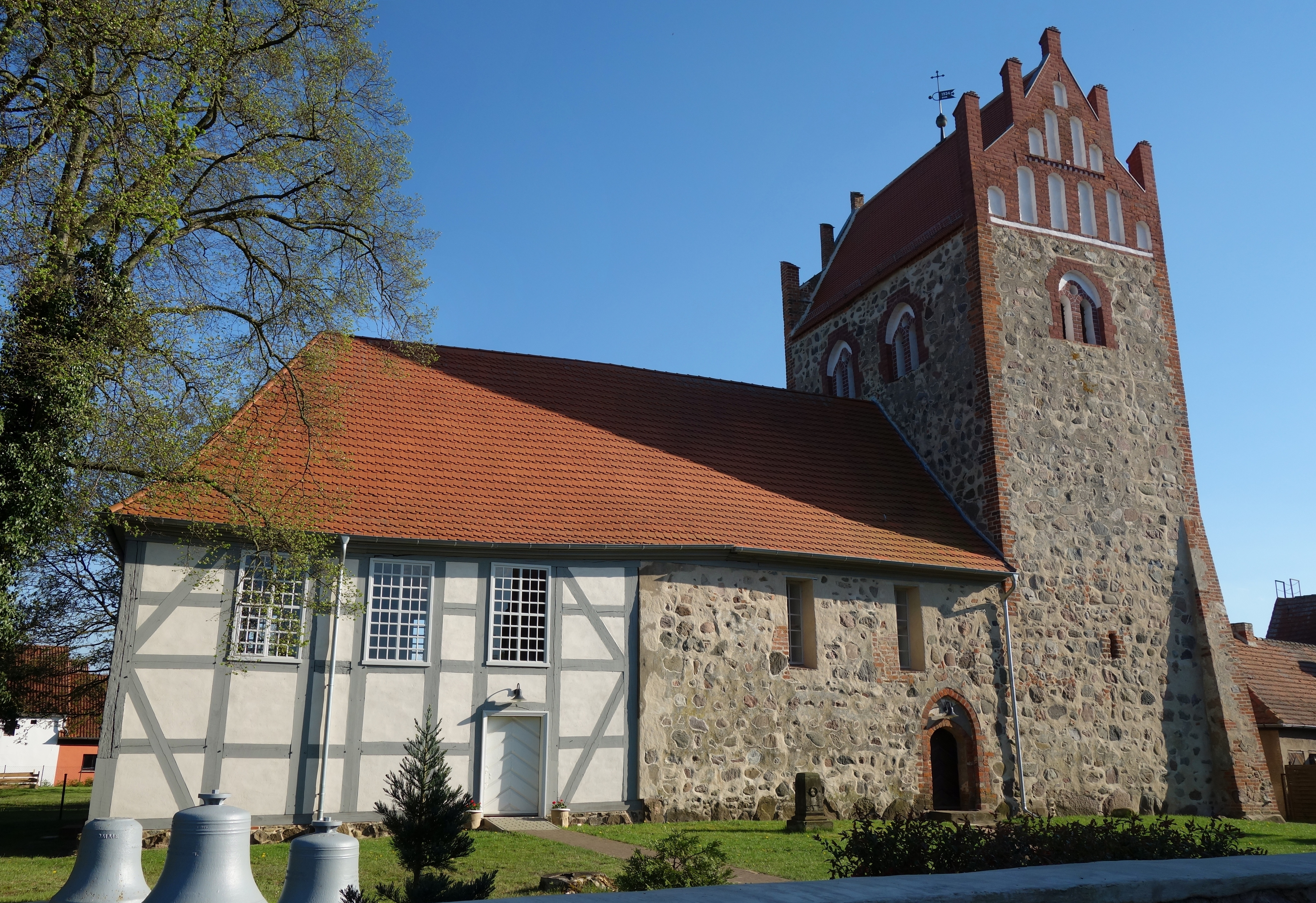
Zustand 2016

Die Dorfkirche Wutike ist eine evangelische Kirche im Ortsteil Wutike der Gemeinde Gumtow im Landkreis Prignitz in Brandenburg. Sie gehört zum Pfarrsprengel Jäglitz-Nadelbach im Kirchenkreis Prignitz der Evangelischen Kirche Berlin-Brandenburg-schlesische Oberlausitz.

## Architektur
Die Kirche ist ein Saalbau aus Feldsteinen mit einem Querturm an der Westseite aus der zweiten Hälfte des 15. Jahrhunderts. Der Turm ist mit einem Quersatteldach und blendengeschmückten Staffelgiebeln aus Backstein versehen.

## Geschichte
Im 15. Jahrhundert entstanden, wurde die Größe des Kirchenschiffs um 1630 durch einen Anbau aus Fachwerk verdoppelt. Aus dieser Zeit stammt zudem der Altaraufsatz. Von einem Umbau aus dem 17. Jahrhundert stammen die rechteckigen Fenster und die Emporen im Osten und Westen. 1890 wurde die Orgel gebaut.